# 秘魯 (紐約州普查規定居民點)
秘魯（英語：Peru）是位於美國紐約州克林頓縣的普查規定居民點。

## 人口
根據2020年美國人口普查的數據，秘魯的面積為4.98平方千米，皆為陸地。當地共有人口1843人，而人口密度為每平方千米370.08人。